# Pothos armatus
Pothos armatus är en kallaväxtart som beskrevs av Cecil Ernest Claude Fischer. Pothos armatus ingår i släktet Pothos och familjen kallaväxter. Inga underarter finns listade.